# 1201 (szám)
Az 1201 (római számmal: MCCI) az 1200 és 1202 között található természetes szám.

## A szám a matematikában
A tízes számrendszerbeli 1201-es a kettes számrendszerben 10010110001, a nyolcas számrendszerben 2261, a tizenhatos számrendszerben 4B1 alakban írható fel.
Az 1201 páratlan szám, prímszám. Kanonikus alakja 12011, normálalakban az 1,201 · 103 szorzattal írható fel. Két osztója van a természetes számok halmazán, ezek növekvő sorrendben: 1 és 1201.
Középpontos négyzetszám.
Az 1201 ötvennyolc szám valódiosztó-összegeként áll elő, ezek közül legkisebb a 6479.

## Csillagászat
- 1201 Strenua kisbolygó